# Martin Gardner
Martin Gardner (ur. 21 października 1914 w Tulsie w stanie Oklahoma, zm. 22 maja 2010 w Norman w stanie Oklahoma) – amerykański dziennikarz i popularyzator nauki. Specjalizował się w matematyce rekreacyjnej, ale interesował się również pseudonauką, literaturą (szczególnie twórczością Lewisa Carrolla), filozofią i religią. W latach 1956–1981 był autorem działu Gry matematyczne (Mathematical Games) w „Scientific American”.

## Matematyka rekreacyjna
Martin Gardner niemal samodzielnie wykreował i podtrzymywał przez długi czas zainteresowanie matematyką rekreacyjną w Stanach Zjednoczonych. Najbardziej znany jest jako dziennikarz naukowy i autor – przez kilka dekad – prac popularyzujących matematykę, szczególnie w ramach działu Mathematical Games w Scientific American. Dział ten redagował w latach 1956–1981, wprowadzając do szerokiego obiegu takie tematy jak:
- Grę w życie Johna Conwaya
- tangram
- parkiet Penrose’a
- kryptoanalizę/kryptografię z kluczem publicznym/ szyfry z „tylnym wejściem”/ problem kryptograficzny RSA-129
- prace M.C. Eschera
- fraktale
- Polyomino
- kostkę Soma
- grę planszową Hex
- grę planszową Hexapawn

W 1981 r., gdy Gardner przeszedł na emeryturę, dział ten zastąpiły Metamagical Themas (anagram poprzedniego tytułu) autorstwa Douglasa Hofstadtera. Po rezygnacji Gardnera ze współpracy z „Scientific American” został wydany poświęcony mu zbiór esejów The Mathematical Gardner.
Jego imieniem nazwano planetoidę (2587) Gardner.
Gardner czasami używał pseudonimów „Uriah Fuller” (parodia Uri Gellera, którego Gardner uważa za oszusta), „Armand T. Ringer”, „Dr. Irving Joshua Matrix” i „George Groth”. Pod pseudonimem Uriah Fuller napisał Confessions of a Psychic („Wyznania medium”) oraz Further Confessions of a Psychic, dwie prywatnie wydane książeczki wyjaśniające jak tak zwane medium dokonuje swych „pozornie niemożliwych wyczynów paranormalnych”.
Nieregularnie organizowane są konferencje ludzi podzielających jego zainteresowania, znane jako Gatherings for Gardner. Pierwsza miała miejsce w 1993 r.

## Pseudonauka
Gardner zdobył opinię jednego z czołowych polemistów z pseudonauką w drugiej połowie XX wieku. Jego książka Fads and Fallacies in the Name of Science (pierwsze wydanie 1952, drugie 1957), wydana w Polsce pod tytułem Pseudonauka i pseudouczeni (w 1966, z pominięciem rozdziału o łysenkizmie) to klasyczna pozycja sceptycyzmu naukowego. Poddał on tam pod osąd takie idee jak fletcheryzm, kreacjonizm, pomysły Charlesa Forta, Rudolfa Steinera, dianetykę, radiestezję, UFO, postrzeganie pozazmysłowe i psychokinezę. Książka ta, jak również kolejne (np. Science: Good, Bad and Bogus, 1981; Order and Surprise, 1983) przysporzyła mu wielu antagonistów wśród pseudonaukowców, z którymi często (publicznie i prywatnie) polemizował przez dziesięciolecia.
W 1976 r. współtworzył Komitet Naukowego Badania Rzekomych Zjawisk Paranormalnych (Committee for the Scientific Investigation of Claims of the Paranormal, CSICOP), a od 1983 do 2002 r. redagował dział Notatki o pograniczu nauki (Notes of a Fringe Watcher) w periodyku Skeptical Inquirer wydawanym przez tę organizację. Artykuły te zebrano w pięciu książkach:
- New Age: Notes of a Fringe Watcher (New Age: notatki o pograniczu nauki, 1988),
- On the Wild Side (1992),
- Weird Water and Fuzzy Logic (1996),
- Did Adam and Eve Have Navels (2000),
- Are Universes Thicker than Blackberries (2003).